# Đại Hiến chương
Magna Carta (tiếng Latin: "Đại Hiến Chương"), còn được gọi là Magna Carta Libertatum (Latin: "Đại Hiến Chương về những quyền tự do"), là một văn kiện thời Trung Cổ, được vua John của Anh chuẩn thuận ở Runnymede, gần Windsor, vào ngày 15 tháng 6 năm 1215. Được soạn thảo lần đầu bởi Stephen Langton, tổng giám mục Canterbury nhằm mang lại hòa bình giữa nhà vua không được lòng dân và một nhóm các quý tộc nổi loạn. Hiến chương cam kết bảo vệ quyền lợi của giáo hội, bảo vệ các quý tộc và cá nhân không bị bắt giam bất hợp pháp, được tiếp cận nhanh chóng với công lý và hạn chế các đóng góp phong kiến cho nhà quân chủ, những điều này sẽ được triển khai thông qua một hội đồng 25 nhà quý tộc. Cả hai phía đều không tuân thủ các thỏa thuận, và hiến chương bị Giáo hoàng Innôcentê III vô hiệu hóa, dẫn tới cuộc nội chiến của giới quý tộc Anh lần thứ nhất (1215-17). Sau khi vua John qua đời, chính quyền nhiếp chính cho con trai còn nhỏ tuổi của ông, Henry III, đã ban hành lại tài liệu này năm 1216, tước bỏ một số nội dung quá cực đoan, trong một nỗ lực bất thành nhằm vận động sự ủng hộ chính trị cho mục đích của họ. Sau khi chiến tranh kết thúc năm 1217, hiến chương là một phần trong hòa ước Lambeth, nơi hiến chương bắt đầu được gọi là "Magna Carta", để phân biệt với một hiến chương khác nhỏ hơn, Hiến chương Forest, cũng được công bố vào cùng thời gian. Thiếu tiền, Henry III lại ban bố hiến chương một lần nữa năm 1225 để đổi lấy quyền đánh các sắc thuế mới. Con trai của ông, Edward I, lặp lại điều đó năm 1297, lần này xác nhận Đại Hiến chương là một phần của pháp luật thành văn tại Anh.
Hiến chương trở thành một phần trong đời sống chính trị Anh và mỗi nhà quân chủ lên ngôi lại ký vào hiến chương, dù cùng với thời gian và việc Quốc hội Anh thông qua những đạo luật mới, nó mất đi ít nhiều tầm quan trọng trong thực tế. Vào cuối thế kỷ XVI, xuất hiện một trào lưu khôi phục lại sự quan tâm tới Đại Hiến chương. Các nhà luật học và các sử gia thời đó tin rằng có một văn bản pháp luật Anh thời cổ đại, từ thời Anglo-Saxon, bảo vệ quyền tự do cá nhân của người Anh. Họ cho rằng cuộc xâm lược Anh của người Norman năm 1066 đã xóa bỏ những quyền đó, và rằng Đại Hiến Chương là một nỗ lực được lòng dân hòng khôi phục các quyền kể trên, biến hiến chương thành nền tảng cơ bản cho các quyền lực đương đại của quốc hội và các nguyên tắc pháp lý như "habeas corpus" (quyền của người bị giam giữ ra trước tòa để được phán xét nhà nước có quyền giam giữ người đó hay không). Dù những quan điểm lịch sử này hoàn toàn thiếu cơ sở, các nhà luật học như Sir Edward Coke sử dụng Đại Hiến chương rất nhiều vào đầu thế kỷ XVII, lập luận chống lại thuyết thiên mệnh về quyền của các nhà quân chủ Anh nhà Stuart. Cả vua James I và con trai ông Charles I đều tìm cách trấn áp những tranh luận về Đại Hiến Chương, cho tới khi vấn đề bị gác lại vì cuộc nội chiến Anh những năm 1640 và Charles I bị xử tử.
Huyền thoại chính trị về Đại Hiến Chương và ngụ ý bảo vệ các quyền tự do cá nhân, quyền dân sự xa xưa của nó được gợi lại sau cuộc Cách mạng Vinh quang năm 1688 tới tận thế kỷ XIX. Nó đã ảnh hưởng tới mười ba thuộc địa ở Mỹ cũng như việc hình thành nên hiến pháp Hoa Kỳ vào năm 1789, trở thành luật tối cao của nước cộng hòa Mỹ mới thành lập. Các nghiên cứu của những sử gia thời Victoria cho thấy bản hiến chương gốc năm 1215 đã đề cập tới mối quan hệ thời trung cổ giữa vị quân chủ và các nhà quý tộc, chứ không phải quyền của những thường dân, nhưng hiến chương vẫn là một tài liệu mang tính biểu tượng đầy sức mạnh, ngay cả khi phần lớn các nội dung trong đó đã bị thủ tiêu bởi các văn bản luật thành văn trong các thế kỷ XIX và XX. Đại Hiến Chương ngày nay vẫn là một biểu tượng quan trọng của quyền tự do và quyền dân sự, thường được các chính trị gia và những người vận động chính trị trích dẫn, và rất được tôn sùng trong cộng đồng luật học Anh và Mỹ, nhà luật học thế kỷ XX Alfred Denning gọi đó là "tài liệu mang tính hiến pháp vĩ đại nhất mọi thời đại, nền tảng của quyền tự do cá nhân chống lại quyền lực độc đoán của những bạo chúa".
Bản Magna Carta gốc được viết bằng tiếng Latinh. Trong thế kỷ XXI, còn lại bốn bản sao bản gốc của văn bản năm 1215 còn bảo tồn được, được lưu giữ tại Thư viện Anh và các nhà thờ Lincoln và nhà thờ Salisbury. Cũng còn các văn bản hiến chương khác được bảo tồn trong tay nhà nước hoặc tư nhân, bao gồm các bản năm 1297 còn được lưu giữ ở Mỹ và Úc. Các bản hiến chương gốc được viết trên giấy da cừu sử dụng bút lông, chữ viết là chữ Latin. Mỗi văn bản đều có con dấu của hoàng gia Anh, phần lớn các văn bản không còn lưu giữ được. Dù các học giả thường đề cập tới Đại Hiến Chương gồm 63 điều, đây thực ra là cách đánh số lại theo hệ thống hiện đại, được Sir William Blackstone sử dụng lần đầu năm 1759; bản hiến chương nguyên gốc là một đoạn văn bản liên tiếp, không tách điều khoản. Bốn bản năm 1215 đã được mang ra triển lãm cùng lúc một lần duy nhất vào ngày 3 tháng 2 năm 2015, kỷ niệm 800 năm Đại Hiến Chương ra đời.

## Lịch sử

### Thế kỷ XIII

#### Bối cảnh

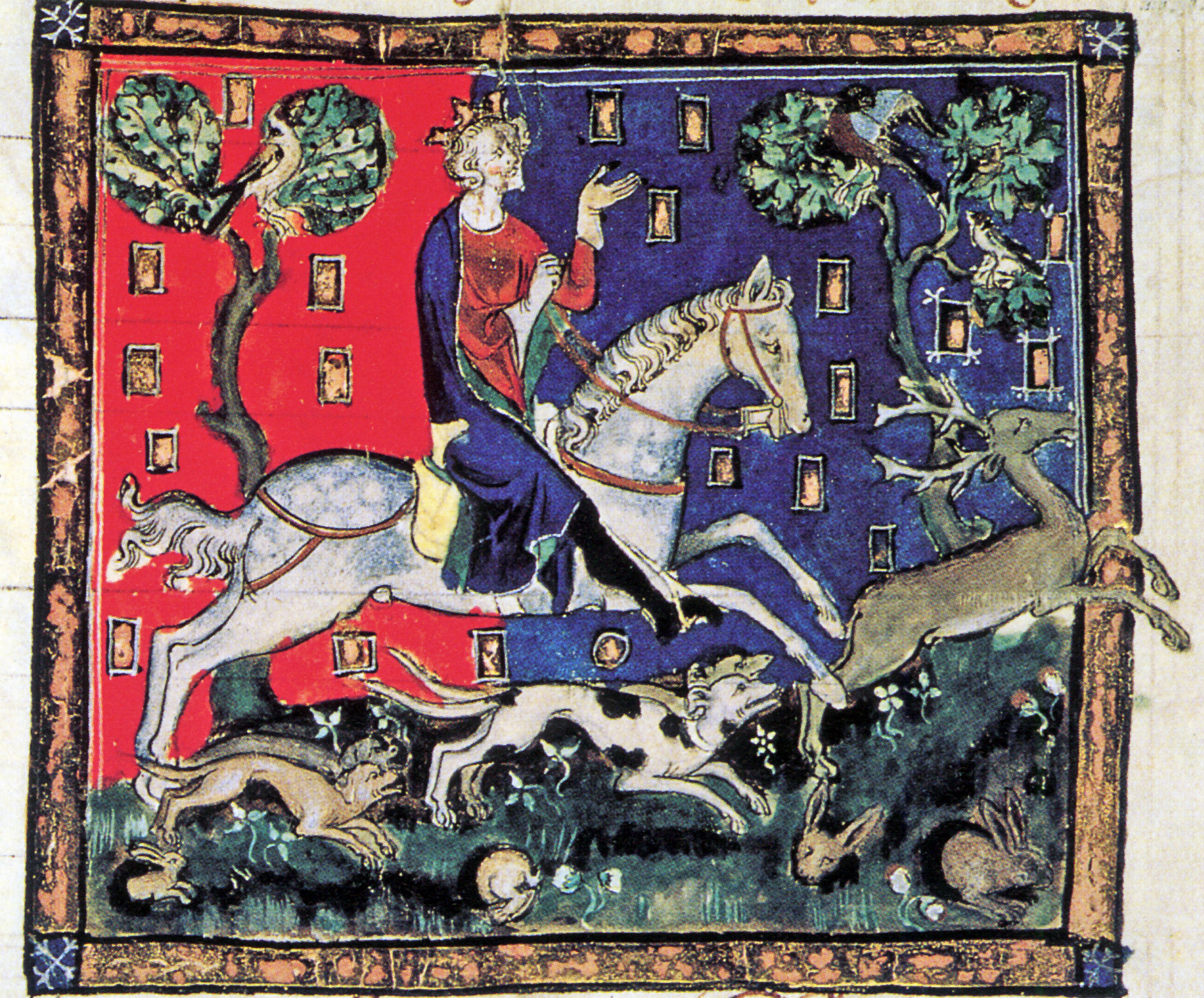
Vua John của Anh trong một cuộc đi săn hươu

Đại Hiến chương có nguồn gốc là một hòa ước giữa những người bảo hoàng và các lực lượng nổi dậy năm 1215, không lâu trước khi nổ ra cuộc nội chiến của giới quý tộc Anh lần thứ nhất. Nước Anh khi đó dưới quyền cai trị của vua John, vua thứ ba thuộc dòng Angevin. Dù vương quốc đã hình thành một hệ thống hành chính tương đối đầy đủ, bản chất của chính quyền dưới thời các nhà quân chủ vẫn chưa được xác định rõ ràng. John và những người tiền nhiệm của ông cai trị dựa trên nguyên tắc "vis et voluntas", tức "bắt buộc hay tự nguyện", ôm đồm cả quyền hành pháp và tư pháp, dựa trên nguyên lý cơ bản là nhà vua còn ở trên pháp luật. Rất nhiều học giả đương thời cho rằng các nhà quân chủ nên cai trị tuân theo tập quán và luật lệ, thông qua tham vấn những thành viên cấp cao của chế độ, nhưng ở Anh không có một cơ chế cụ thể nào như thế và không ai biết chuyện gì xảy ra nếu nhà vua từ chối không làm như thế.
John trước đó đã mất hầu hết các đất đai mà tổ tiên ông để lại ở Pháp vào tay vua Philippe II của Pháp vào năm 1204 và vật lộn để giành lại những phần đất đó trong nhiều năm, tăng mạnh thuế đánh vào các quý tộc phân phong để tổ chức một chiến dịch quân sự tốn kém, nhưng bất thành, vào năm 1214. Cá nhân John cũng không được lòng nhiều quý tộc phong kiến, rất nhiều người là chủ nợ của hoàng gia, và hai bên rất thiếu lòng tin với nhau. Trong sự thất bại và thiếu tin tưởng này, các quý tộc nổi loạn ở miền bắc và đông Anh đã tổ chức một phong trào chống đối vài tháng sau khi John trở về từ Pháp. Họ cùng nhau lập lời thề sẽ "đứng về phía quyền tự do của giáo hội và các lãnh chúa" cũng như yêu cầu nhà vua xác nhận Hiến chương các quyền tự do đã được vua Henry I tuyên bố ở thế kỷ trước đó, văn bản được coi là cơ sở bảo vệ quyền của các lãnh chúa phong kiến. Phong trào chống đối không có một sự lãnh đạo đoàn kết và thường hay chia rẽ, nhưng vẫn giữ được mục tiêu chung bởi sự căm ghét mà họ đều nhắm vào vua John.

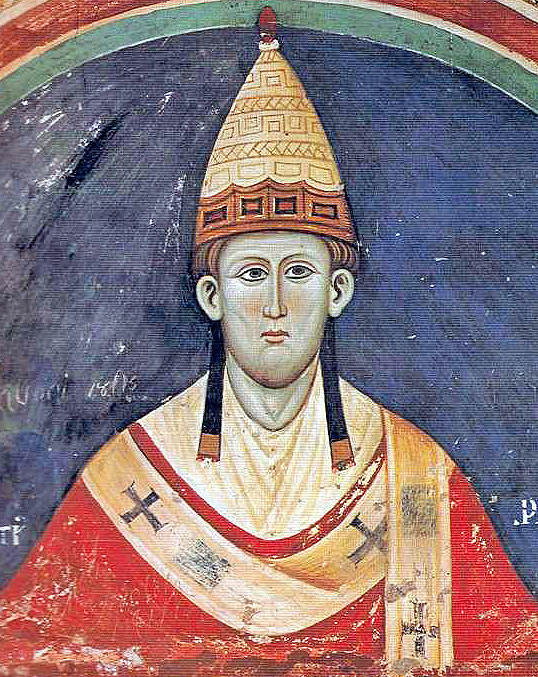
Tranh tường đương thời vẽ Giáo hoàng Innôcentê III

John tổ chức một hội đồng ở Luân Đôn vào tháng 1 năm 1215 để thảo luận những cải cách có thể được tiến hành. Các cuộc thương thuyết cũng được tổ chức ở Oxford giữa những người đại diện của nhà vua và lực lượng nổi dậy trong mùa xuân năm đó. Cả hai phía đều kêu gọi Giáo hoàng Innôcentê III đứng về phía mình trong cuộc thương thuyết. Trong cuộc thương thuyết, các lãnh chúa nổi loạn đã đề xuất một tài liệu mà các sử gia gọi là "Hiến chương chưa được biết về các quyền tự do"; bảy điều khoản trong tài liệu đó sau này xuất hiện trong "Các điều khoản của những lãnh chúa" và Đại Hiến chương sau này. John trông chờ Giáo hoàng sẽ dành cho ông sự ủng hộ giá trị về pháp lý và đạo đức nên tìm cách kéo dài thời gian; nhà vua đã tuyên bố trở thành một nước chư hầu của tòa thánh vào năm 1213 và tin rằng ông có thể nhận được sự hỗ trợ từ Giáo hoàng. Trong khi đó, John vẫn tiếp tục tuyển lính đánh thuê từ Pháp, dù sau đó đã gửi trả một số lính lại Pháp để tránh ấn tượng rằng nhà vua đang leo thang trong cuộc xung đột. John tuyên thệ sẽ trở thành một kẻ thánh chiến, một động thái nhằm giúp ông tranh thủ thêm sự bảo vệ chính trị từ giáo hội Công giáo La Mã, dù nhiều người cho rằng lời tuyên thệ đó của ông là không thành thật.
Những lá thư của Giáo hoàng bày tỏ sự ủng hộ với nhà vua tới Anh vào tháng 4, nhưng vào lúc đó, các lãnh chúa nổi loạn đã tổ chức thành các nhóm quân đội phiến loạn. Họ tập hợp với nhau ở Northampton vào tháng 5 và bác bỏ các mối quan hệ phong kiến với vua John, bắt đầu tiến quân về Luân Đôn, Lincoln và Exeter. Những nỗ lực ban đầu của vua John tỏ ra ôn hòa và nhượng bộ rất thành công, nhưng khi quân nổi dậy bắt đầu chiếm được Luân Đôn, họ thu hút được một làn sóng mới những kẻ trở giáo từ phe bảo hoàng. Nhà vua đề nghị đưa các bất đồng của họ ra một ủy ban trọng tài với Giáo hoàng là người quyết định tối cao, nhưng đề nghị này không đủ hấp dẫn với những người nổi dậy. Stephen Langton, tổng giám mục Canterbury, đã đứng ra thương thảo với các lãnh chúa nổi dậy về những yêu cầu của họ, và sau khi đề xuất đưa Giáo hoàng ra làm trọng tài thất bại, John chỉ thị Langton tổ chức các cuộc hòa đàm.

#### Đại Hiến Chương 1215

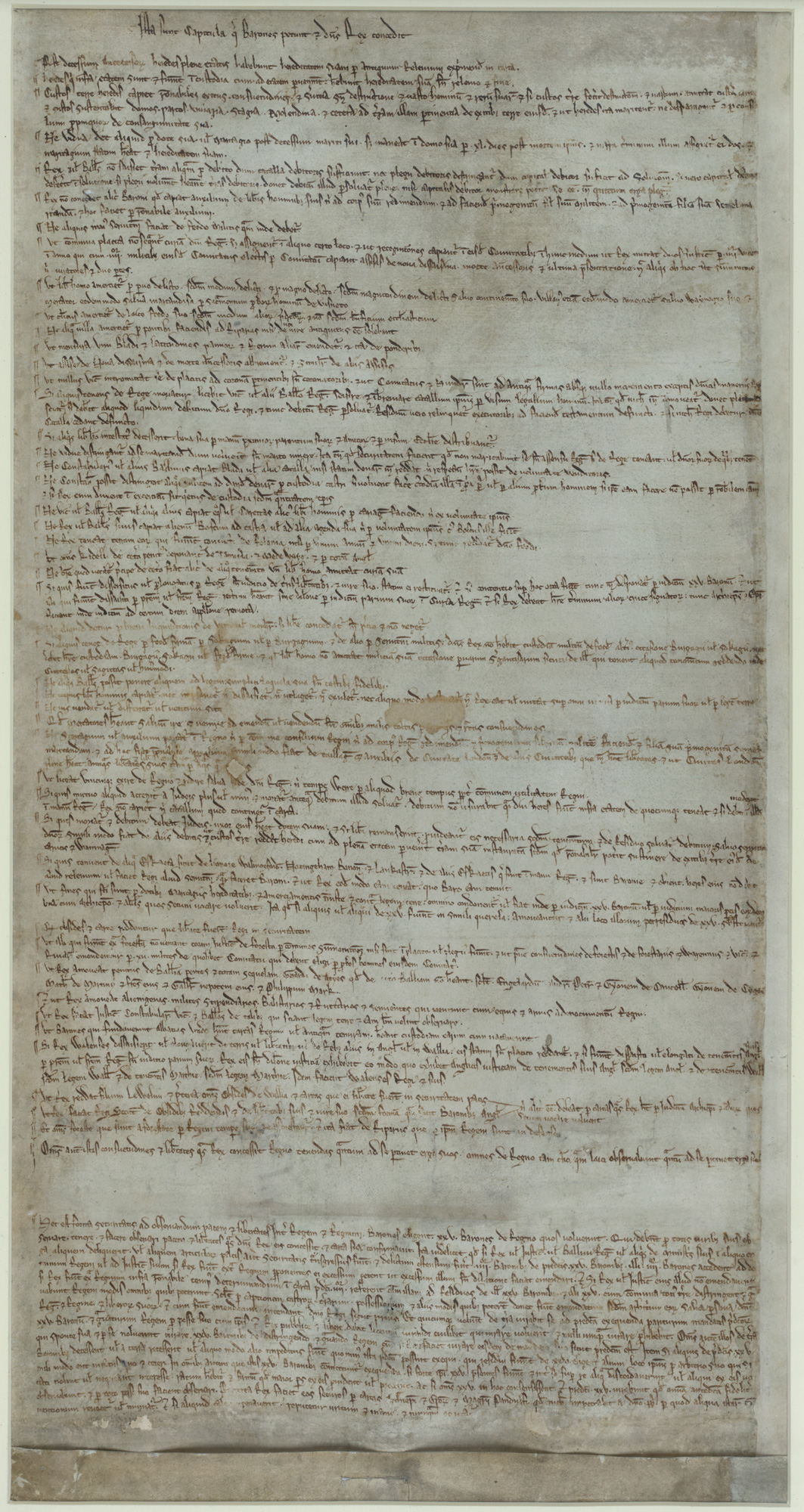
Những điều khoản của các quý tộc, 1215, bản được lưu giữ ở Thư viện Anh

Vua John đã gặp các thủ lĩnh nổi dậy ở Runnymede, nằm giữa lâu đài Windsor của hoàng gia và căn cứ của lực lượng nổi dậy tại Staines, vào ngày 10 tháng 6 năm 1215, nơi phe nổi dậy trình cho ông dự thảo các yêu cầu cải cách của họ, hay "những điều khoản của các lãnh chúa". Những nỗ lực điều đình thực dụng của Stephen Langton trong mười ngày tiếp theo biến các yêu cầu chưa hoàn thiện này thành một hiến chương với các điều khoản như một thỏa thuận hòa bình; vài năm sau, thỏa thuận này được đặt tên lại là Magna Carta, có nghĩa là "Đại Hiến Chương". Tới ngày 15 tháng 6, các bên đã nhất trí chung về văn bản hiến chương và ngày 19 tháng 6, quân nổi dậy nhắc lại lời thề trung thành với John và các bản hiến chương được chính thức ấn hành.
Mặc dù, như nhận xét của sử gia David Carpenter, bản hiến chương "không lãng phí thời gian vào lý thuyết chính trị", nó không chỉ đơn giản là văn bản trình bày những đòi hỏi cá nhân của các lãnh chúa, mà còn hình thành nên một đề xuất cải cách chính trị rộng lớn hơn. Hiến chương cam kết bảo vệ quyền lợi của giáo hội, bảo vệ các lãnh chúa khỏi việc bị cầm tù phi pháp, đảm bảo quyền cho họ tiếp cận nhanh chóng với công lý và quan trọng nhất, hạn chế việc đánh thuế và các nghĩa vụ vật chất khác với các lãnh địa phân phong cho hoàng gia, trong đó một số hình thức đánh thuế cần sự đồng ý của giới quý tộc lãnh chúa mới có thể được thông qua. Hiến chương tập trung vào quyền lợi của những người tự do, đặc biệt là giới lãnh chúa, chứ không phải là các tá điền, nô lệ hay những người lao động cưỡng bách khác.

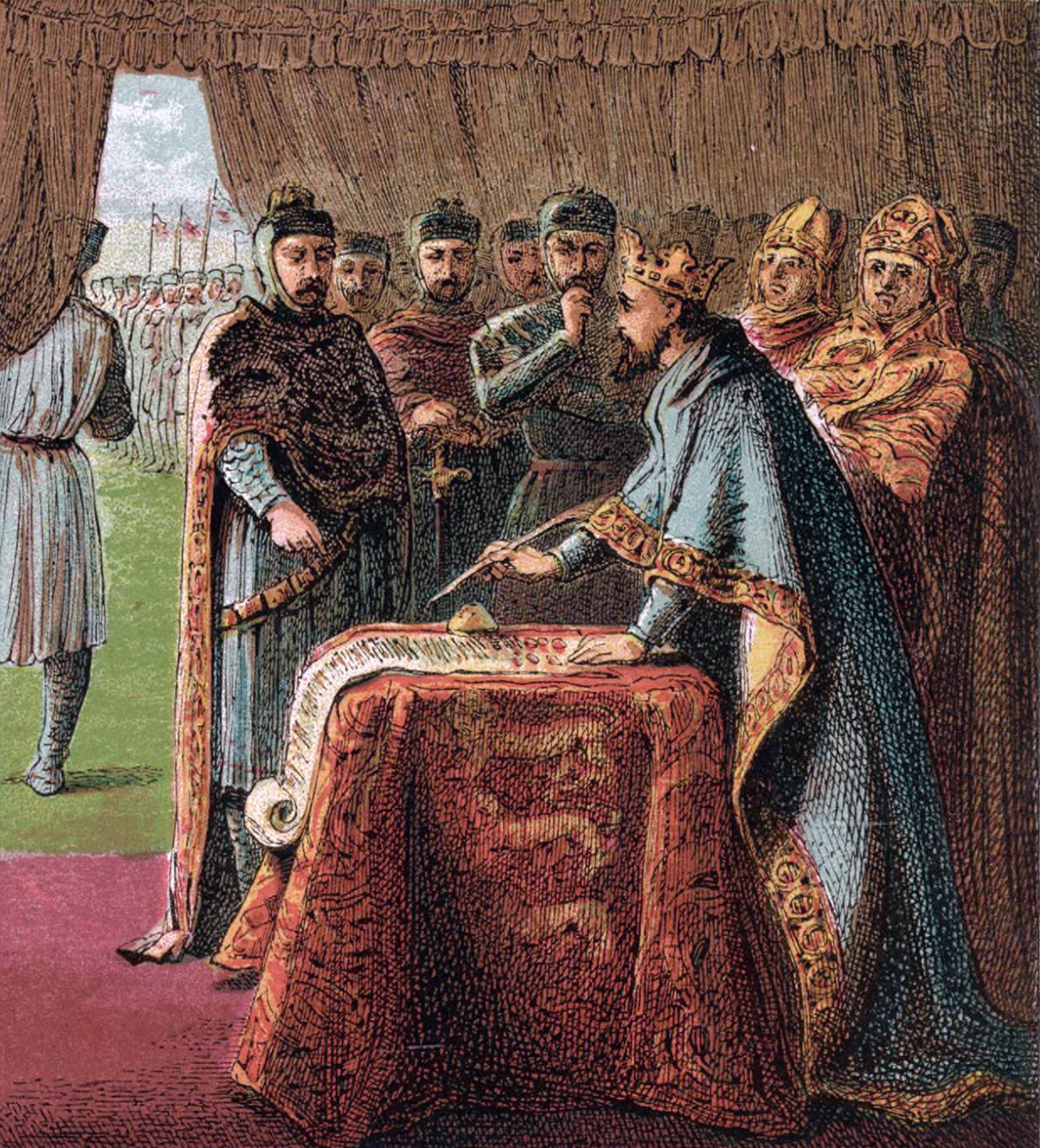
Vua John ký Magna Carta. Hình vẽ lịch sử năm 1868

Theo một điều khoản mà các sử gia gọi là "điều 61", hay "điều khoản an ninh", một hội đồng 25 lãnh chúa sẽ được thiết lập để giám sát và bảo đảm rằng vua John sẽ tuân thủ hiến chương trong tương lai. Nếu trong vòng 40 ngày kể từ khi được hội đồng nhắc nhở, John có hành vi không tuân thủ hiến chương, hội đồng 25 lãnh chúa có quyền chiếm giữ đất đai và các lâu đài của nhà vua cho tới khi, theo đánh giá của họ, những sai lầm được sửa chữa. Các quý tộc buộc phải tuyên thệ hỗ trợ hội đồng trong việc kiểm soát nhà vua, nhưng sau khi nhà vua đã "sửa sai", ông sẽ được tiếp tục cai trị như trước kia. Một mặt, quy định này không phải là chưa có tiền lệ; những vị vua trước kia của Anh từng hy sinh quyền lợi cá nhân của họ để đổi lấy sự nhượng bộ và tuân phục của các bầy tôi. Tuy nhiên, Đại Hiến chương khác biệt ở chỗ nó lần đầu tiên thiết lập một cơ chế mang tính tập thể khống chế quyền lực của nhà quân chủ. Sử gia Wilfred Warren cho rằng điều khoản đó của Đại Hiến chương khiến cho một cuộc nội chiến là không thể tránh khỏi, do nó "thô bạo trong phương pháp và đầy bất an trong những ngụ ý pháp lý". Các lãnh chúa tìm cách buộc John tuân thủ hiến chương, nhưng điều 61 gây ra sức ép quá lớn lên nhà vua nên bản hiến chương này không thể được chấp nhận.
John và các lãnh chúa nổi dậy không tin tưởng nhau và cả hai phía không thật sự thành tâm triển khai hòa ước. Hai mươi lăm lãnh chúa ngồi trong hội đồng mới thành lập đều là những kẻ nổi loạn, do những lãnh chúa có quan điểm cực đoan hơn chọn ra, và rất nhiều các lãnh chúa nổi dậy vẫn kiếm cớ để tiếp tục huy động và tăng cường quân đội của riêng họ. Những tranh cãi bắt đầu xuất hiện giữa các lãnh chúa nổi dậy đòi lực lượng bảo hoàng phải trả lại đất đai đã tịch thu của họ trước kia.
Điều 61 của Đại Hiến Chương quy định John cam kết ông sẽ "không cướp đoạt của bất kỳ ai, trực tiếp hoặc gián tiếp". Dù vậy, nhà vua đã viện tới sự ủng hộ của giáo hoàng Innôcentê vào tháng 7, lập luận rằng hiến chương vi phạm những quyền lợi của giáo hoàng, mà John là thần tử hợp pháp. Một phần trong hòa ước tháng 6 quy định các lãnh chúa phải trả lại Luân Đôn vào ngày 15 tháng 8, nhưng họ từ chối không thực hiện điều đó. Những chỉ thị từ giáo hoàng tới vào tháng 8, được soạn thảo trước hòa ước, kết quả là các phái viên của giáo hoàng rút phép thông công của những lãnh chúa nổi loạn và treo quyền tổng giám mục của Langton từ đầu tháng 9. Khi đã biết về hiến chương, giáo hoàng đáp lại rõ ràng: trong một lá thư đề ngày 24 tháng 8 và tới Anh vào cuối tháng 9, ông tuyên bố hiến chương "không chỉ là một văn bản báng bổ đáng hổ thẹn mà còn bất hợp pháp và không công bằng" do vua John đã "buộc phải chấp thuận" hiến chương, và theo đó hiến chương "không có hiệu lực hay bất kỳ giá trị gì"; bị đe dọa rút phép thông công, nhà vua đã không tuân thủ hiến chương, và các lãnh chúa cũng không tìm cách buộc ông làm thế nữa.
Khi đó, bạo lực đã bùng phát giữa hai phía; không đầy ba tháng sau khi nhất trí về Đại Hiến Chương, vua John và các quý tộc bảo hoàng đã bác bỏ nó: cuộc chiến tranh các quý tộc Anh lần thứ nhất nổ ra. Các lãnh chúa nổi dậy cho rằng việc đạt được hòa bình với John là không thể, nên đã quay sang tìm kiếm đồng minh nơi con trai của Philip II, vua Louis VIII của Pháp trong tương lai; Louis lúc đó đang tự nhận là người thừa kế hợp pháp ngai vàng nước Anh. Chiến tranh nhanh chóng lâm vào bế tắc cho cả hai phía. Vua John lâm bệnh và băng hà tối ngày 18 tháng 10, để lại người thừa kế là vua Henry III của Anh, lúc đó mới chín tuổi.

## Giá trị lịch sử

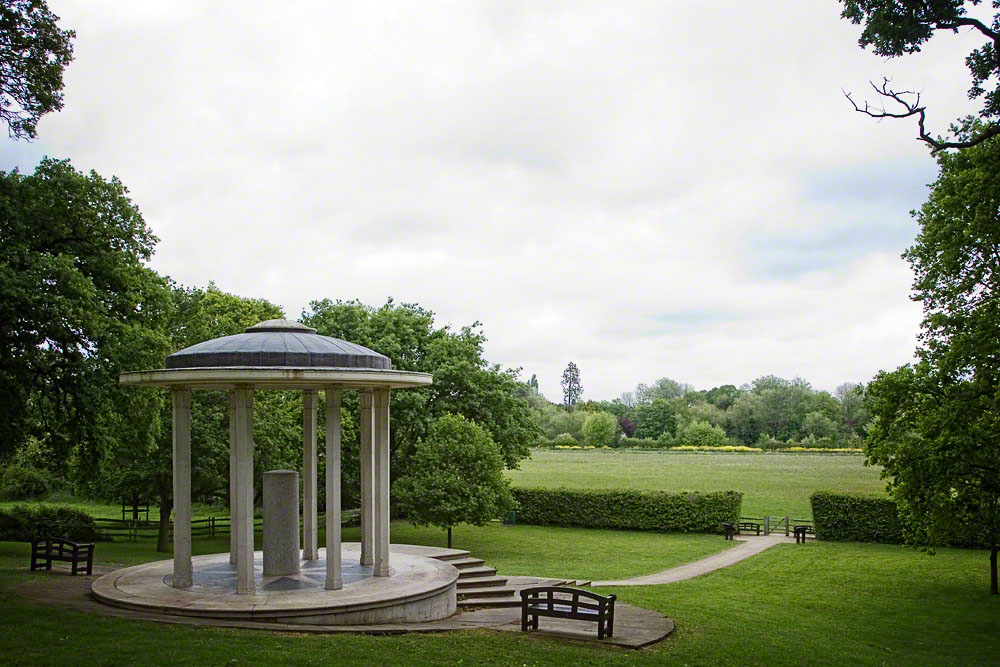
Đài tưởng niệm Magna Carta tại Runnymede, Surrey được dựng lên bởi American Bar Association trong năm 1957

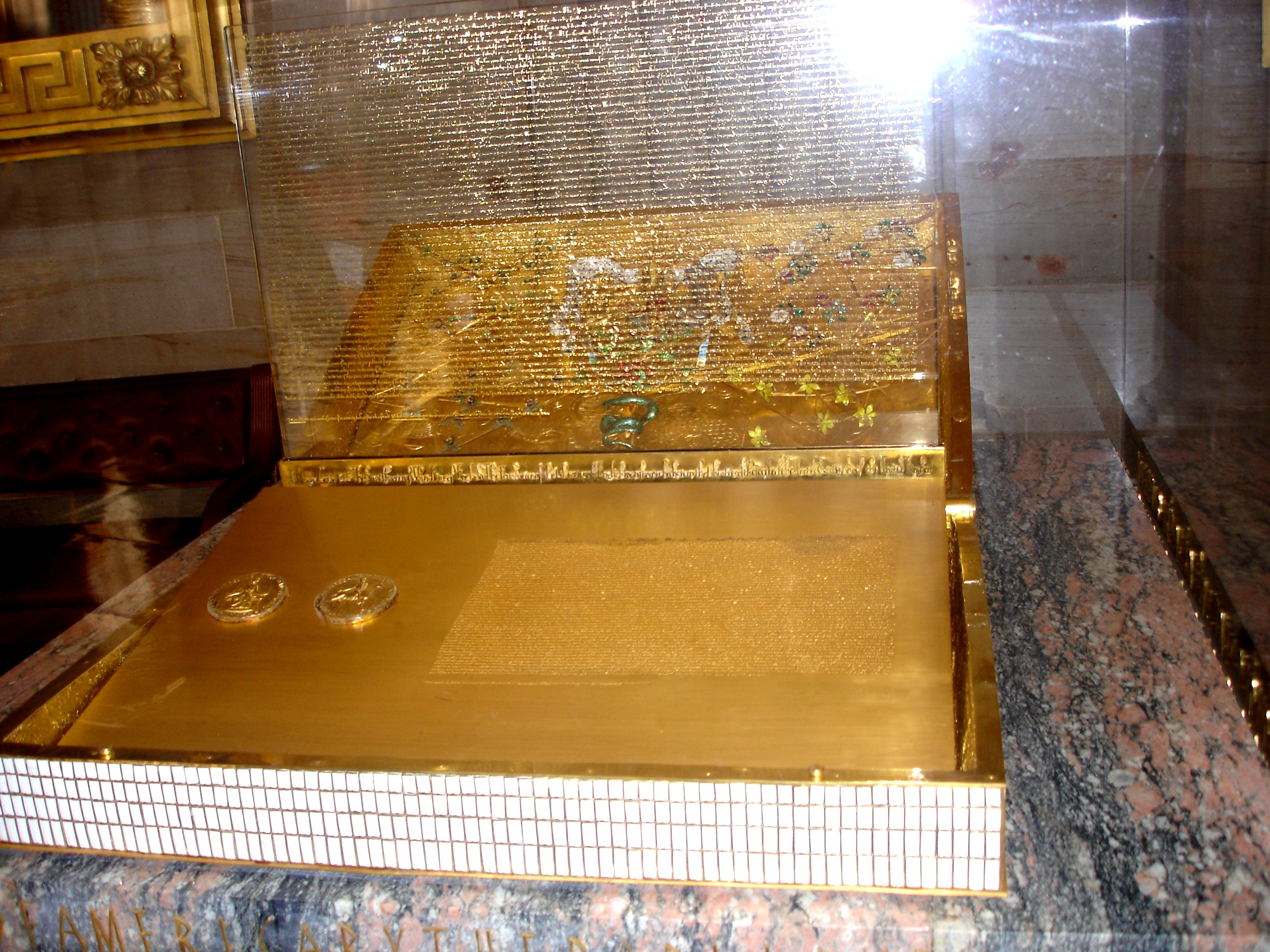
Bản khắc Magna Carta tại Điện Capitol Hoa Kỳ, Washington, DC

Văn kiện này được viết từ thời Trung cổ, lần đầu giảm quyền lực của nhà nước quân chủ tập trung và bảo vệ các quyền tự do cá nhân. Văn kiện này được xem là 'món quà quý giá nhất của nước Anh cho nhân loại', vì đã tạo cảm hứng cho cả hiến pháp Hoa Kỳ và các quốc gia khác về dân chủ và nhân quyền.
Văn bản này có gần 4000 chữ với 63 điều khoản, là sự nhượng bộ của nhà nước quân chủ tập trung với sự đòi hỏi của dân chúng, mà đại diện ưu tú thời bấy giờ là các nhà quý tộc, là pháp luật lần đầu được ban hành để bảo đảm cho sự tự do của Giáo hội và tình trạng pháp lý của các chư hầu, hơn nữa, Magna Carta đặt các cơ quan tư pháp và đảm bảo quyền tư pháp của mỗi công dân trong các vấn đề hình sự, quyết định của Toà án. Phần cốt lõi có thể thu gọn vào bốn ý chính:
- Mọi người, kể cả nhà Vua đều phải sống dưới luật pháp. Vua cũng không được đứng trên pháp luật và không được tùy tiện tăng thuế, bắt người.
- Không một công dân tự do nào bị bắt, bị giam giữ nếu không có tòa án do chính các công dân khác lập ra để xét xử và kết tội (điều 39). Đây là tiền đề cho chế độ bồi thẩm đoàn hay hội thẩm nhân dân về sau.
- Công lý bị trì hoãn cũng có nghĩa là công lý bị từ chối ('Justice delayed is justice denied') (điều 40), trì hoãn việc xét xử và phán quyết cũng được xem là thiếu trách nhiệm thực thi luật pháp.
- Giáo hội Anh được tự do, không bị kiểm soát bởi  Tòa Thánh Vatican và các thế lực khác, kể cả chính phủ (điều 1 và 63).[50]

Magna Carta vẫn được xem là phần cơ bản của một nhà nước pháp quyền, công lý, luật pháp và sự hình thành của Quốc hội tại Anh và thể chế Đại nghị. Tuy nhiên, theo thời gian, nhiều điều khoản ban đầu của Magna Carta đã được bãi bỏ hoặc được thay thế bởi luật mới, vì vậy Magna Carta chỉ có ý nghĩa lịch sử và là một biểu tượng.
Magna Carta được xem là một trong những văn bản pháp luật quan trọng nhất trong sự phát triển của nền dân chủ hiện đại, là một bước ngoặt quyết định trong các nỗ lực để thiết lập tự do. Tuyên ngôn Quốc tế Nhân quyền của Liên Hợp Quốc năm 1948, được thiết kế dựa trên tầm quan trọng của tài liệu thời trung cổ này, nên còn được gọi là một "Magna Carta cho tất cả nhân loại ". Tương tự, Điều 6 của Công ước châu Âu về Nhân quyền có thể được quy về Magna Carta.